# 山中Hiko
山中Hiko（日语：山中 ヒコ，10月1日—），日本漫畫家、插畫家。女性。O型血。

## 人物
活躍於BL雜誌和女性雜誌。2007年於商業雜誌首次亮相，2008年出版第一本單行本。

## 作品列表

### 單行本
- 初戀的70%是…（2008年9月30日，新書館）
- 王子與小鳥（2009年8月29日，芳文社）
- （2009年9月30日，新書館）
- 森文大學男子宿舍物語（2009年10月8日，祥傳社）
- 【新裝版】森文大學男子宿舍物語（2014年10月8日，祥傳社）
- ENDGAME 1（2010年7月30日，新書館）
  - ENDGAME 2（2010年12月29日，新書館）
- 王子與灰色的每一天 1（2011年10月7日，講談社）
  - 王子與灰色的每一天 2（2012年5月7日，講談社）
  - 王子與灰色的每一天 3（2012年11月7日，講談社）
  - 王子與灰色的每一天 4（2013年8月7日，講談社）
- Gibbs（2012年5月30日，新書館）
- （2012年7月25日，祥傳社）
- 尋短者與雲雀（日语：死にたがりと雲雀） 1（2014年5月7日，講談社）
  - 尋短者與雲雀 2（2014年12月5日，講談社）
  - 尋短者與雲雀 3（2015年8月7日，講談社）
  - 尋短者與雲雀 4（2016年9月7日，講談社）
  - 尋短者與雲雀 5（2017年3月7日，講談社）

### 插圖
- （著：久我有加，2010年6月10日，新書館）
- 深夜烘焙坊系列系列（著：大沼紀子）
  - 深夜烘焙坊（2011年6月3日，POPLAR文庫（日语：ポプラ文庫））
  - 深夜烘焙坊 凌晨1時的愛情小偷（2012年2月3日，POPLAR文庫）
  - 深夜烘焙坊 凌晨2時的轉學生（2012年12月5日，POPLAR文庫）
  - 深夜烘焙坊 凌晨3時的睡美人（2013年10月4日，POPLAR文庫）
  - 深夜烘焙坊 凌晨4時的共犯（2016年3月15日，POPLAR文庫）
- 〈春&夏〉系列（著：初野晴）－2013年6月起發行新封面插圖版[4]
  - 退出遊戲（2010年7月24日，角川文庫）
  - 初戀品鑑師（2011年7月23日，角川文庫）
  - 幻想風琴（2012年7月25日，角川文庫）
  - 千年茱麗葉（2013年11月22日，角川文庫）
  - 行星凱倫（2017年1月25日，角川文庫）
  - 一人管樂社 春夏番外篇（2017年2月25日，角川文庫）
- 德古拉（著：布萊姆·斯托克、翻譯：田內志文（日语：田内志文），2014年5月24日，角川文庫）
- （編：川口晴美，2014年6月10日，Furansu堂（日语：ふらんす堂））
- Tiger is here.（著：川口晴美，2015年7月，思潮社（日语：思潮社））
- 系列（著：大沼紀子）
  - （2016年11月17日，講談社TAIGA（日语：講談社タイガ））
  - （2018年1月24日，講談社TAIGA）
  - （2019年6月21日，講談社TAIGA）
- 瑞秋（著：達夫妮·杜穆里埃、翻譯：務台夏子，2019年（期間限定），創元推理文庫（日语：創元推理文庫））－創元推理文庫60週年紀念封面插圖[5][6]
- 人生清除公司（著：前川譽，2020年8月，POPLAR文庫）
- （著：前川譽，2020年8月，POPLAR文庫）

### 廣播劇CD
- 王子與小鳥（2011年2月25日，ascolto）
- （2012年8月31日，新書館）
- （2013年2月27日，Fifth Avenue（日语：フィフスアベニュー））

## 外部連結
- 山中Hiko的X（前Twitter） （日語）